# Strada provinciale 57 de La Selvagna
La strada provinciale 57 de La Selvagna è una strada provinciale della provincia di Varese che partendo da Gazzada termina presso il Ponte di Vedano.
Il percorso si sviluppa in parallelo alla nuova Tangenziale sud di Varese che la va in pratica a sostituire, eccezion fatta per le connessioni locali.
La strada originava presso lo svincolo di Gazzada dell'A8 e dopo aver toccato Gazzada e Morazzone attraversando una zona boschiva (da cui il nome) raggiunge Lozza e il Ponte di Vedano dopo circa 5 km. Oggi l'inizio corrisponde con la rotonda Gazzada-Morazzone essendo il primo breve tratto parte integrante della Tangenziale sud di Varese.
Il tracciato è tutto a singola carreggiata ed una corsia per senso di marcia pressoché privo di accessi dai fondi confinanti. Gli incroci con la viabilità ordinaria sono generalmente costituiti da rotatorie.

## Tabella percorso
| Strada Provinciale 57 de La Selvagna | |           |
| Tipo                                 | Indicazione | Provincia |
|                                      | Svincolo Gazzada Tangenziale Sud Varese | VA        |
|                                      | per la Pianura Padana Cairate Gazzada Morazzone | VA        |
|                                      | Schianno | VA        |
|                                      | Schianno Motocross | VA        |
|                                      | Lozza Castiglione Olona Zona industriale | VA        |
|                                      | Lozza via Volta Zona industriale | VA        |
|                                      | Ponte di Vedano Tangenziale Sud di Varese Tangenziale Est di Varese Vedano Olona Varesina della Elvetia Gurone di Malnate Varese Bizzozero - Varese Ospedale di Circolo e Fondazione Macchi Università degli Studi dell'Insubria, campus Bizzozero | VA        |